# Castelul Cantacuzino din Bușteni
Castelul Cantacuzino din Bușteni este situat în cartierul Zamora, pe strada cu același nume. Edificiul are o mare valoare arhitectonică, istorică, documentară și artistică.

## Istoric
Clădirea castelului, ale cărei lucrări de construcție au fost finalizate în 1911, a fost realizată după planurile arhitectului Grigore Cerchez, figură marcantă a curentului neoromânesc, la cererea prințului Gheorghe Grigore Cantacuzino (supranumit "Nababul").
Edificiul a fost ridicat pe locul unei vechi cabane de vânătoare pe care familia prințului o folosea ca loc de popas în peregrinările spre Brașov. 
Lucrările de construcție au durat cinci ani, iar mobilarea a durat încă un an și jumătate. La inaugurarea din 1911, castelul impresiona prin dotările sale moderne în raport cu acele timpuri, beneficiind de electricitate, sistem de canalizare și apă potabilă, cât și prin frumusețea stilului.
Până în 1930, castelul a deservit ca reședință de vară a familiei prințului Grigore Cantacuzino. Clădirea a aparținut familiei Cantacuzino până la naționalizarea din 1948, devenind apoi un sanatoriu al Ministerului de Interne. Ea adăpostește astăzi un muzeu.

## Castelul "Zamora"
Castelul Cantacuzino este, uneori, supranumit Castelul “Zamora” datorită așezării sale. Cu toate acestea, se spune că numele de Zamora ar proveni de la o cățelușă ce aparținea membrilor familiei Cantacuzino și pe care o foloseau la vânătoare. Aceștia îi strigau “Za’ Mura!” când trebuia să aducă prada. 

## Structura castelului
Edificiul a fost realizat în piatră cioplită la exterior și cărămidă la interior, fundația este realizată din beton, iar acoperișul din țiglă. 

Construcția este de tip pavilion, având forma unui patrulater cu latura sudică deschisă. 

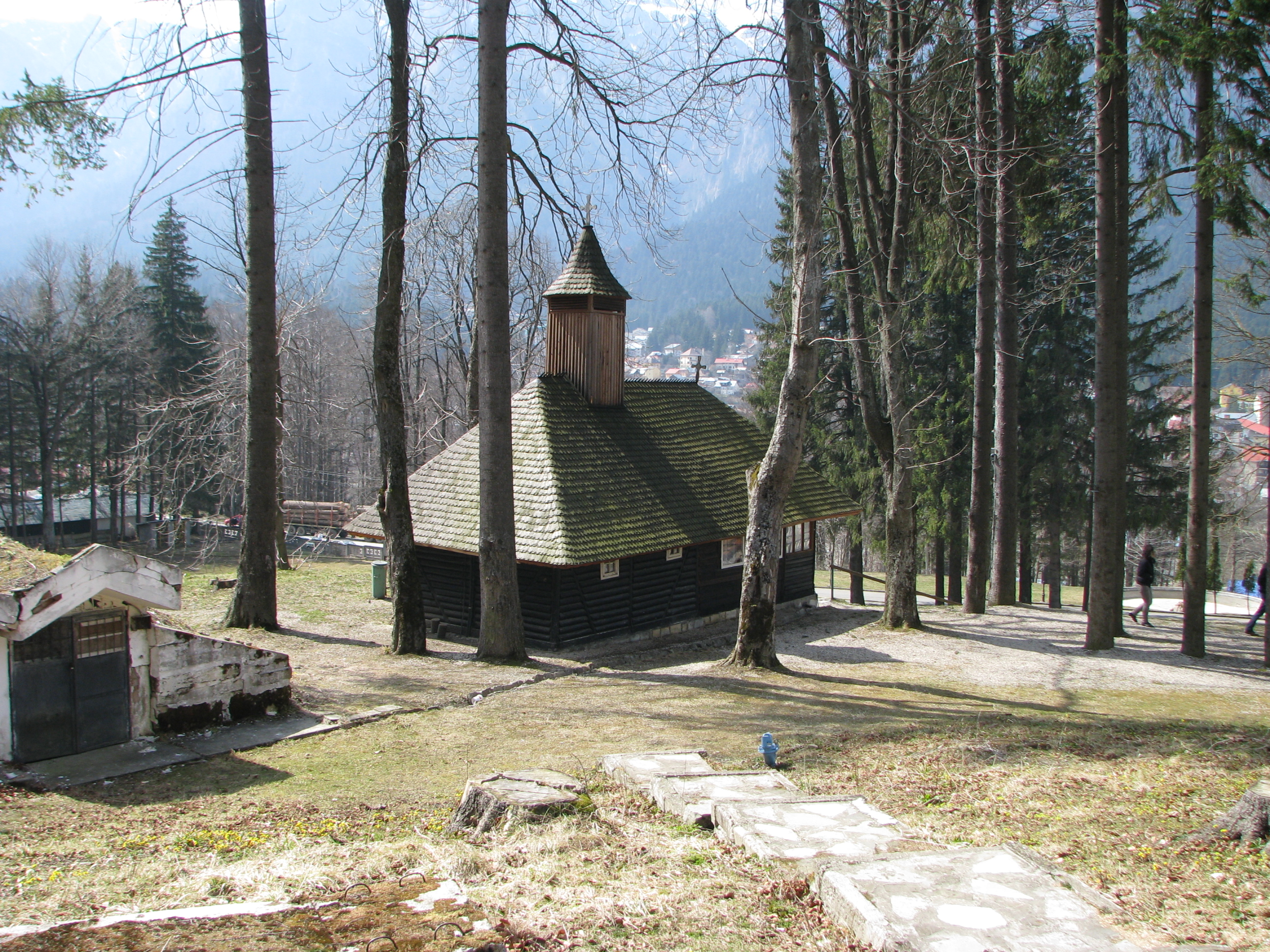
Capela castelului

Ansamblul castelului este format din 4 corpuri. Pavilionul central are o suprafață la sol de 1.200,3 m² și 3.148,02 m² în total (demisol, parter și etaj). Pavilionul de serviciu are parter și etaj, pentru o suprafață totală de 403,80 m2. Vila administrativă are un singur nivel, de 114,41 m². Al patrulea corp îl reprezintă capela.

## Interiorul castelului
Atmosfera din interiorul castelului are un pronunțat caracter romantic, oferit de bogatele detalii și ornamente existente, precum:
- Mozaicul de tip roman, la primul nivel;
- Picturile murale realizate de artiști venețieni;
- Vitraliile din sticlă de Murano;
- Ceramica glazurată italiană, în holul principal;
- Șemineele realizate din calcar de Albești, ornamentate cu mozaic policrom și foiță de aur;
- Plafoanele din lemn de stejar, casetate și sculptate;
- Ușile din lemn de stejar, sculptate;
- Scara din lemn de stejar proiectată astfel încât să se sprijine doar în pereți, fără alt suport central;
- Scările din marmură de Carrara;
- Balustradele sculptate în piatră, din fier forjat sau din lemn;
- Feroneria din bronz cu ornamente, realizată la Paris;
- Casetoanele pictate și frizele decorative.

Pe lângă numeroasele motive ornamentale prezente în interiorul edificiului, în pavilionul central se regăsește o galerie de picturi murale unică în România, realizată pe piele de Cordoba. Galeria cuprinde douăsprezece portrete în mărime naturală ale principalilor membri ai familiei Cantacuzino din ramura valahă.
Tot în pavilionul central, în Sala de Bal, se regăsește o colecție de heraldică unică în România, reprezentând 27 de blazoane ale neamurilor boierești înrudite cu familia Cantacuzino.

## Exteriorul castelului
La exteriorul castelului, deasupra intrării principale, se află stema familiei Cantacuzino, sculptată în piatră. Intrarea principală dinspre parc dispune și de o largă terasă realizată în piatră, care oferă o panoramă spectaculoasă asupra Bucegilor, împreună cu Crucea Eroilor de pe Muntele Caraiman. Pe aceeași latură a castelului, la primul etaj, se află frumoasa logie a castelului Cantacuzino, construită în stil brâncovenesc, având coloane din piatră cu capiteluri și arcade trilobate. În această logie s-au fotografiat Regina Maria a României, Principesa Ileana și primul Patriarh al acestei țări, Miron Cristea, alături de mirii George Cantacuzino, nepotul Nababului și unul din marii arheologi ai României, și Zoe Grecianu, fiica unor mari boieri ai vremii, în 1928.
În 1923, în semn de omagiu adus prințului Grigore Cantacuzino, deasupra intrării din curtea interioară a castelului, a fost sculptat în piatră textul: „Eu, Gheorghe Grigore Cantacuzino, cu soția mea Ecaterina născută Băleanu, clădit-am acest castel în amintirea străbunilor și pentru adăpostul urmașilor.”
Tot în curtea interioară a castelului, pe latura estică, se află un turn de vânătoare. 

## Curtea și biserica
Castelul este împrejmuit de o curte care se desfășoară pe o suprafață de 3,5 ha. Grădina de la baza palatului cuprinde trei havuzuri, dintre care două cu fântâni arteziene, iar aleea principală a parcului este mărginită de copaci aliniați, respectând stilul parcurilor din capitalele europene. Un alt element distinctiv al grădinii este reprezentat de o grotă antropică.
În perioada 1935-1936, în parcul castelului a fost construită o biserică mică din lemn care poartă hramul Sfântului Gheorghe-Biruitorul. La sfințirea ei, în data de 13 septembrie 1936, au fost invitate Regina Maria a României și Principesa Ileana. Edificiul din lemn se află pe locul unde înainte exista o veche biserică adusă de strămoșii prințului Grigore Cantacuzino din Maramureș, în sec al XVIII-lea. 
În afara curții care împrejmuiește castelul, domeniul Cantacuzino dispune de alte 970 ha de pădure aflate pe versantul Zamora. 

## Castelul Cantacuzino în perioada comunistă
În perioada în care clădirea a servit ca sanatoriu, pereții au fost vopsiți uniform. După retrocedare, a început un proces de restaurare a picturilor originale.

## Castelul Cantacuzino astăzi
În perioada post-comunistă, castelul a fost retrocedat moștenitoarei pe linie directă, Ioana Cantacuzino, strănepoata Nababului. 
Castelul se află astăzi în proprietate privată și a fost deschis publicului larg începând cu anul 2010. De atunci primește, anual, zeci de mii de vizitatori din țară și din străinătate. Turiștii pot vizita curtea, care a fost îmbogățită cu diverse sculpturi realizate de artiști autohton și din străinătate. De asemenea, turiștii au acces la interiorul castelului, în cadrul tururilor zilnice organizate cu ajutorul ghizilor.  

La etajul superior al castelului, începând cu anul 2015, s-a deschis o galeria de artă care adăpostește periodic expoziții cu lucrări ale unor artiști celebri.
Pe lângă elementele sale tradiționale, începând cu anul 2016, curtea castelului găzduiește un parc de aventură pentru copii și părinți, precum și două restaurante cu terasă, deschise în 2012, respectiv 2020.  
În 2022, castelul a fost utilizat ca decor pentru "Academia Nevermore" din serialul Wednesday produs de Tim Burton, apărut pe Netflix în 2022.

## Galerie de imagini

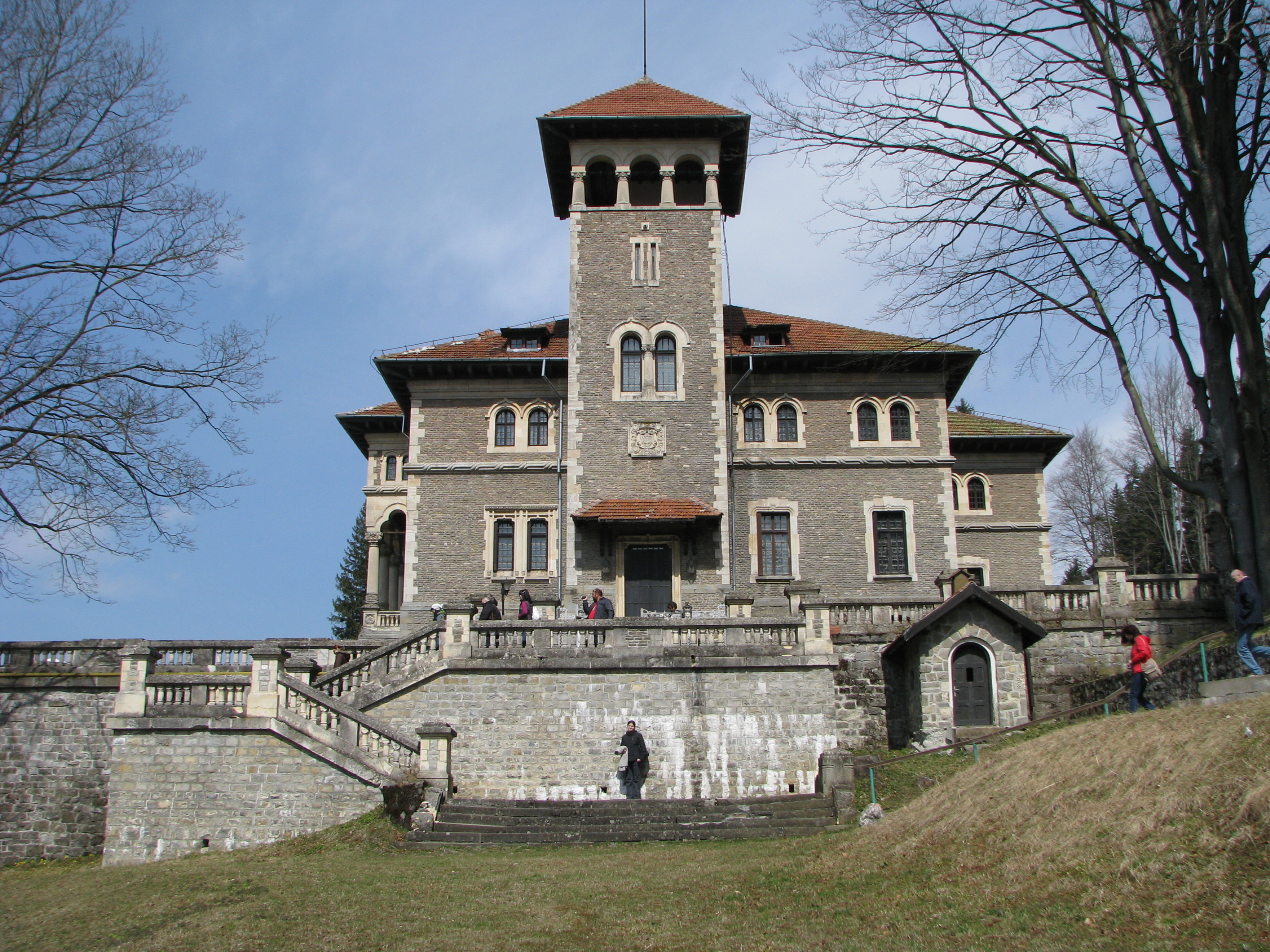
Vedere laterală
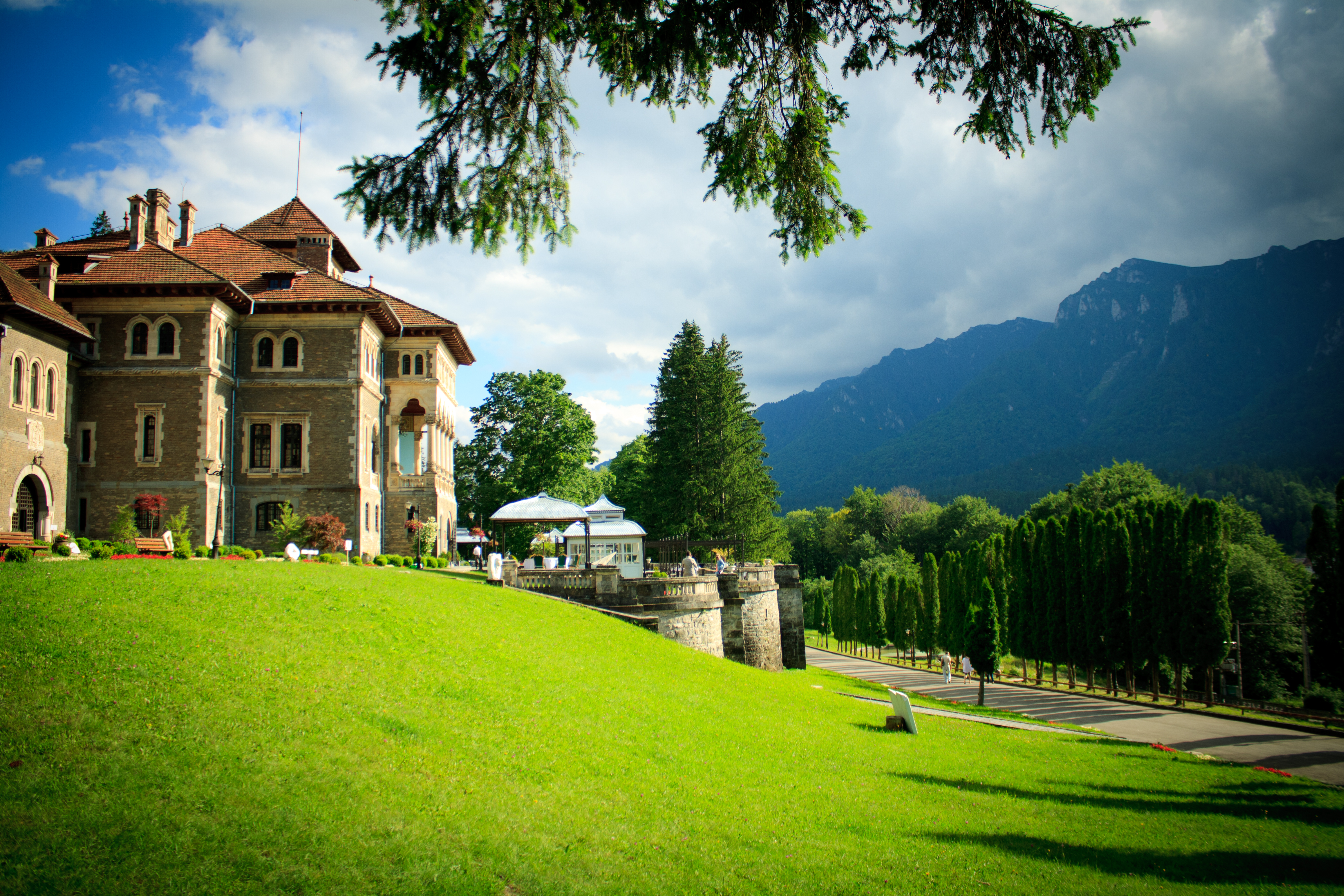
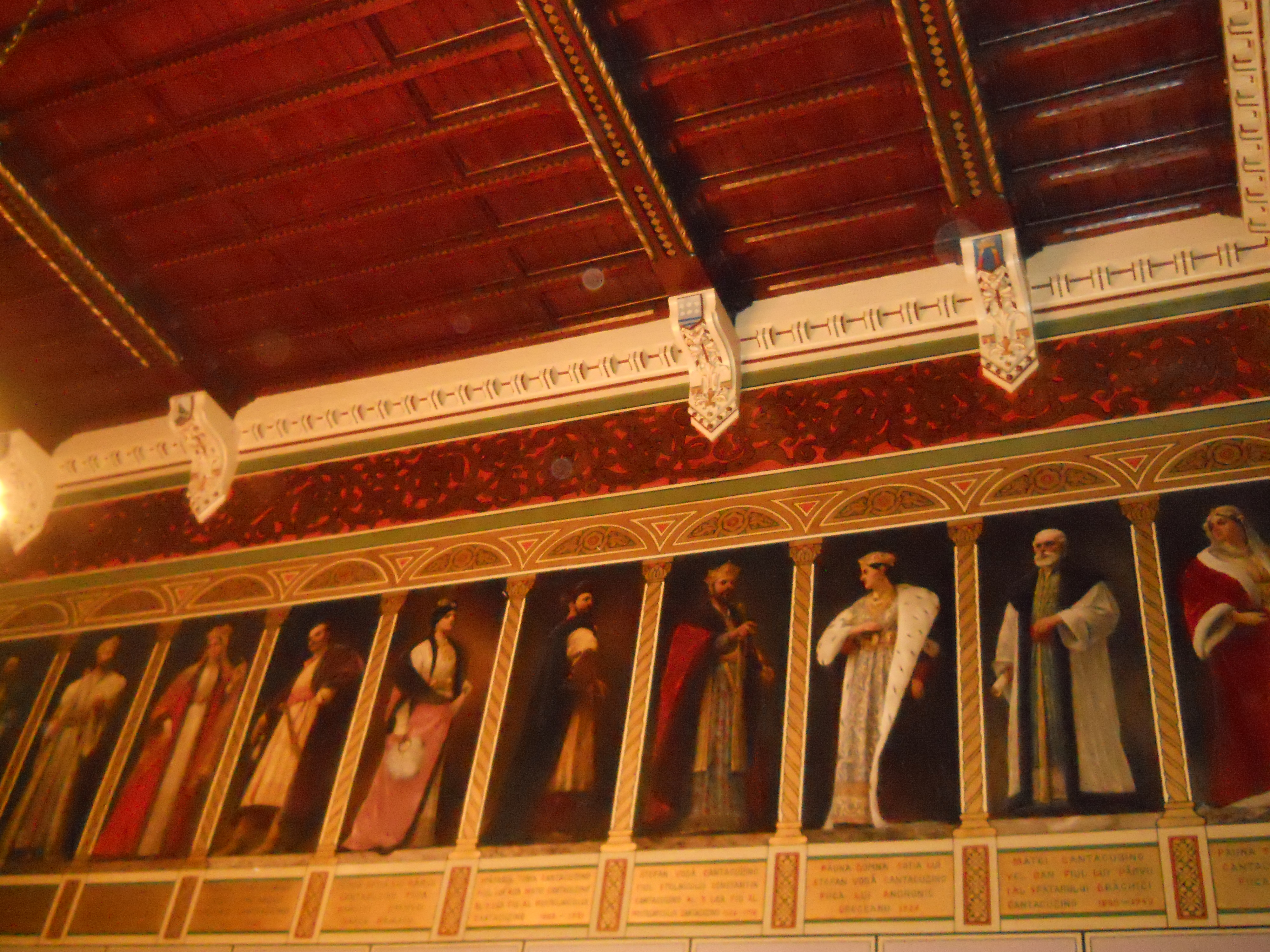
Holul de onoare cu picturile membrilor familiei Cantacuzino
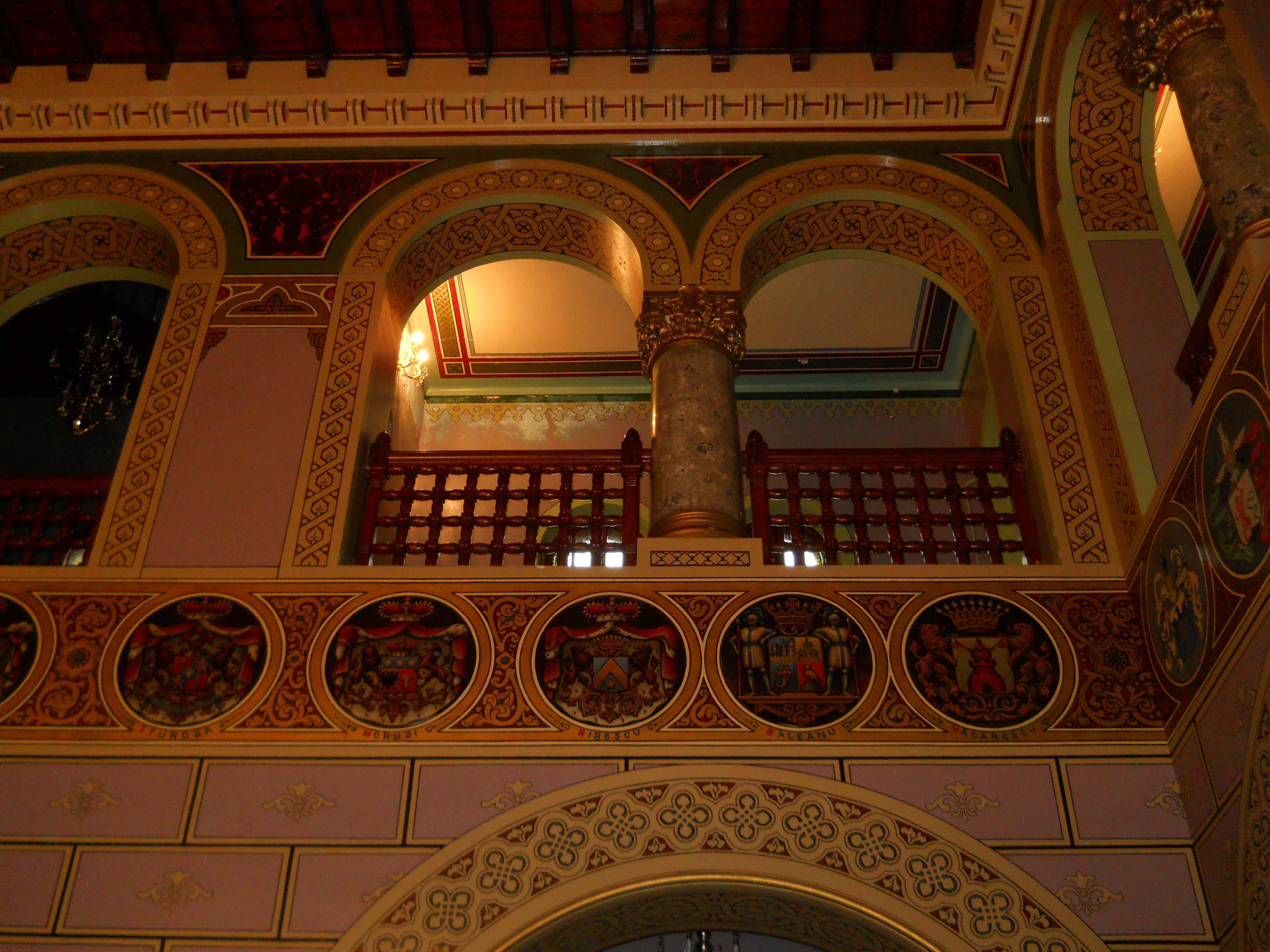
Colectia de heraldica a dinastiei Cantacuzinilor
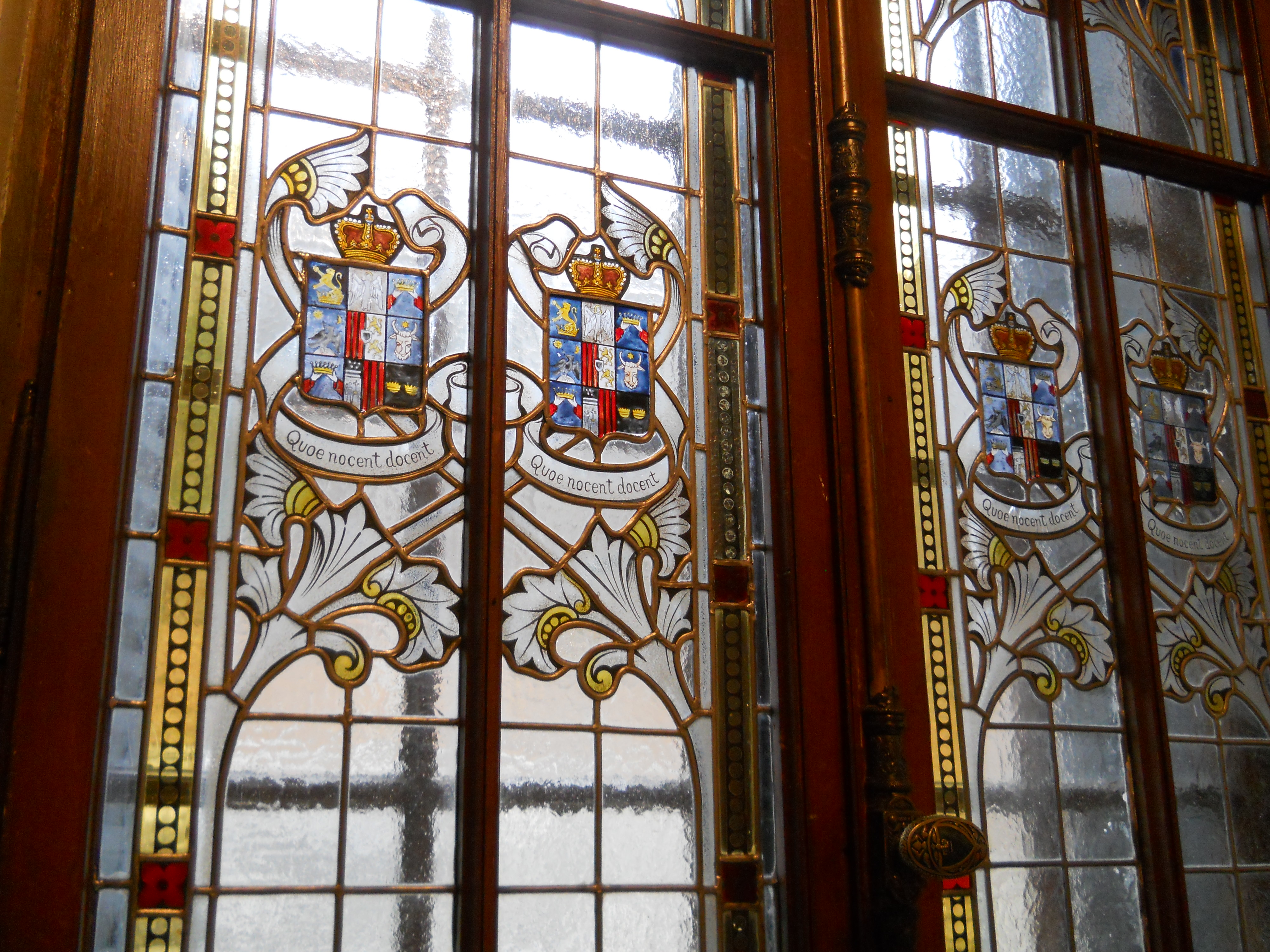
Ferestrele ornate cu vitralii si manerul cu blazonul dinastiei
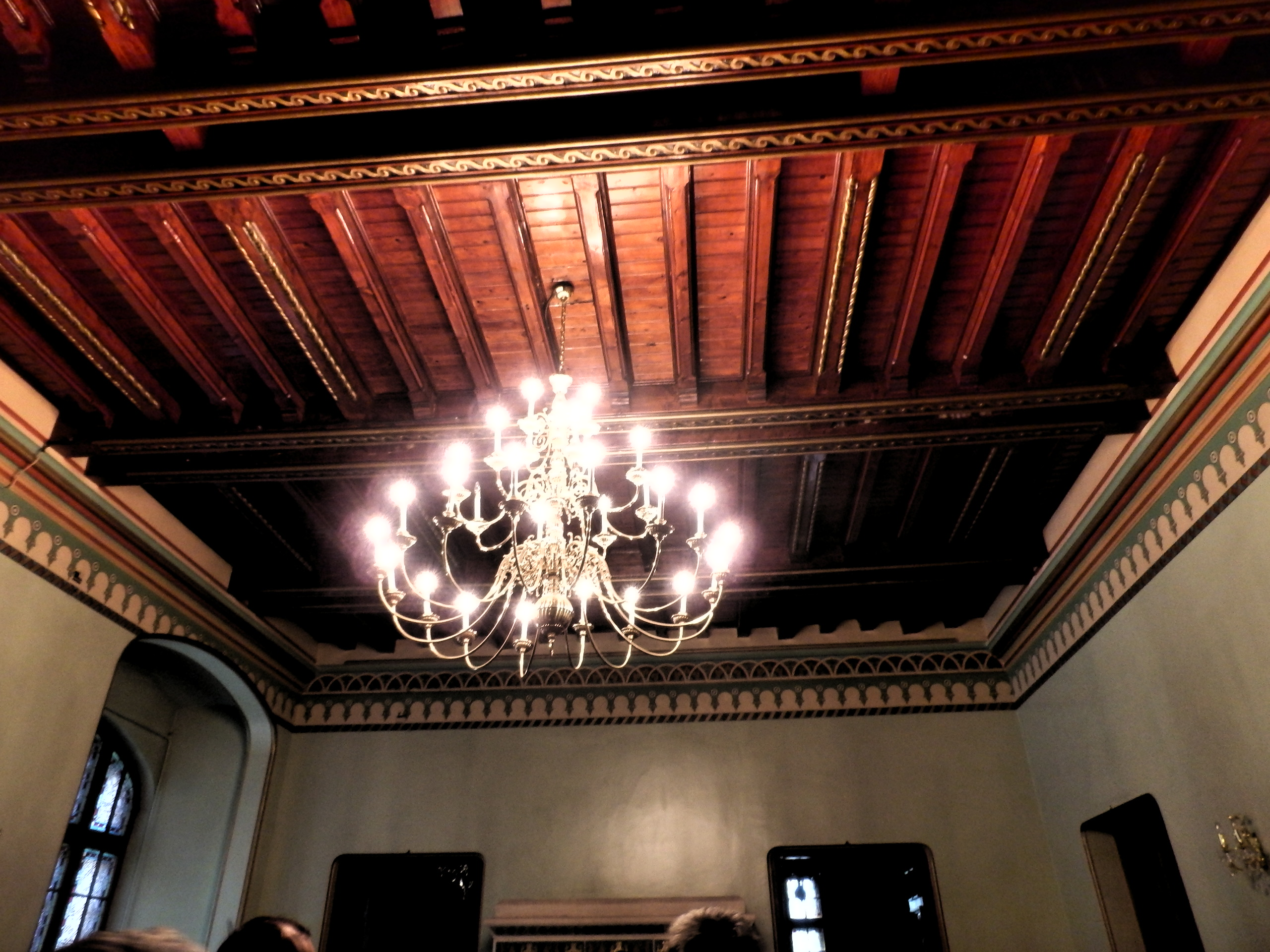
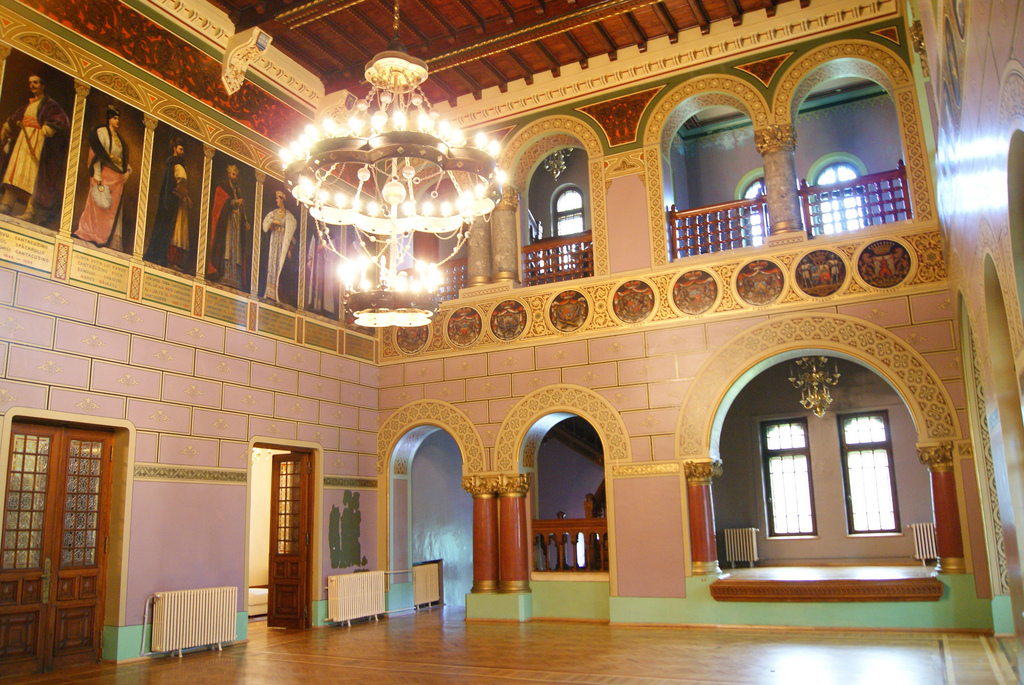
Holul de onoare
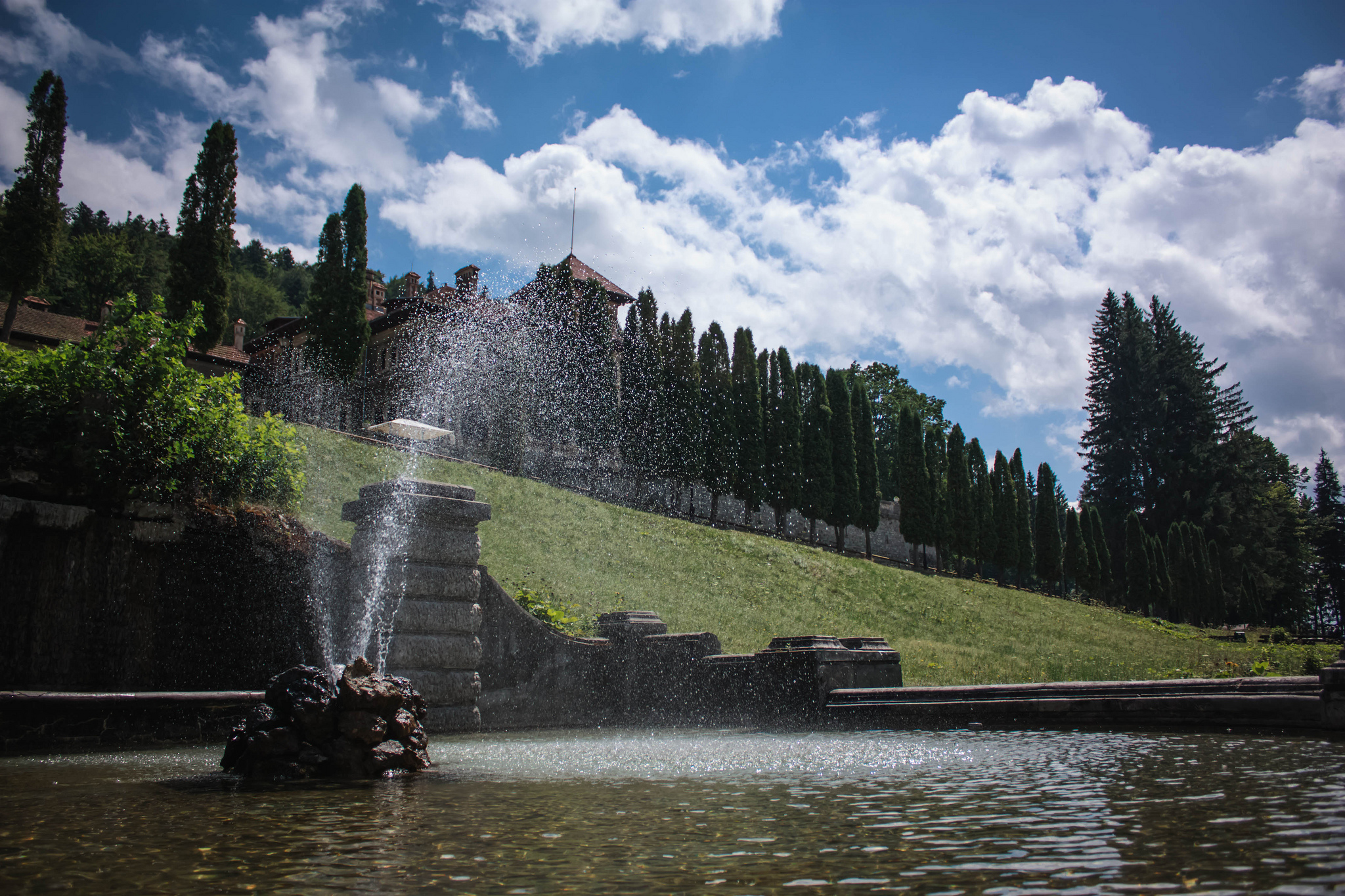
Fântană